# Robert MacArthur
Robert Helmer MacArthur (ur. 7 kwietnia 1930 w Toronto, zm. 1 listopada 1972 w Princeton) – amerykański ekolog biogeograf uważany za jednego z twórców ekologii ewolucyjnej, związany z Uniwersytetem Pensylwanii i Uniwersytetem w Princeton, członek National Academy of Sciences od 1969.

## Życiorys
Był młodszym synem Johna W. i Olive (Turner) MacArthur. Ojciec był genetykiem, profesorem Uniwersytetu Torontońskiego i Marlboro College w Vermoncie, a starszy syn (John W. MacArthur, Jr.) został fizykiem.
Robert MacArthur skończył Marlboro College w 1951, a w 1952 uzyskał na Uniwersytecie Browna tytuł magistra matematyki. W latach 1953–1957 na Uniwersytecie Yale realizował pracę doktorską pod opieką naukową G.E. Hutchinsona (zob. nisza ekologiczna Hutchinsona). Po otrzymaniu stopnia Ph.D. odbył podoktorski staż naukowy w zakresie terenowej ornitologii w Uniwersytecie Oksfordzkim (1957–1958). Współpracował z Davidem Lackiem, jedną z osób kształtujących jego zainteresowania ekologiczne, połączone z rozbudzonymi przez starszego brata zainteresowaniami matematyką. W latach 1958–1965 zajmował stanowisko assistant professor na Uniwersytecie Pensylwanii, a od 1965 do śmierci był full professor na Uniwersytecie w Princeton, gdzie kończył wówczas zawodową karierę Henry Fairfield Osborn, profesor biologii.

## Tematyka pracy naukowej

### Praca doktorska
Praca doktorska R. MacArthura, wykonywana pod opieką G.E. Hutchinsona – twórcy pojęcia n-wymiarowej niszy ekologicznej, dotyczyła nisz pięciu gatunków owadożernych ptaków z rzędu wróblowych (Passeriformes) żerujących w lasach New England (Cape May, Yellow-rumped, Black-throated Green, Blackburnian i Bay-breasted). Rejestrował częstość i czas żerowania ptaków poszczególnych gatunków w różnych strefach poszczególnych jodeł, świerków i sosen, na różnych wysokościach, w różnych odległościach od pnia, na końcach gałązek ze świeżymi igłami i pączkami, wśród martwych igieł oraz na gałązkach bez igieł, pokrytych porostami (16 różnych stref). Zgromadził dane doświadczalne pozwalające wykazać, że liczebność populacji ptaków jest ograniczana przez dostępność pokarmu (pojemność środowiska) oraz że różne gatunki nie zajmują tej samej niszy ekologicznej wbrew zasadzie wypierania (jak wówczas uważano) – mają różne preferencje żywieniowe. Był to wniosek istotny dla ekologii populacyjnej i ewolucyjnej, potwierdzający rolę konkurencji międzygatunkowej w kształtowaniu struktury ekosystemu, co sprawiło, że młody naukowiec został uznany za jednego z twórców ekologii ewolucyjnej.

### Biogeografia wysp

Zasada modelu MacArthura-Wilsona; 1–4 – punkty równowagi między imigracją i ekstynkcją

Za kluczową publikację R. MacArthura jest uważana książka pt. The Theory of Island Biogeography (1967), napisana wspólnie z E. O. Wilsonem. Model biogeografii wysp MacArthura-Wilsona (i jego późniejsze modyfikacje) wiąże liczbę gatunków na wyspie z:
- wielkością jej powierzchni (związaną z długością linii brzegowej),
- topografią wyspy (związaną ze zróżnicowaniem zasobów i typów siedlisk),
- odległością od obszarów, z których organizmy nowych gatunków mogą dotrzeć na wyspę,
- gatunkowym bogactwem tych obszarów,
- szybkością imigracji i ekstynkcji.

Popularność książki, która znajdowała się przez dziesięciolecia w centrum dyskusji na temat geograficznego rozmieszczenia i rozprzestrzeniania się gatunków, była porównywana z popularnością The Song of the Dodo: Island Biogeography in an Age of Extinction Davida Quammena.

## Publikacje
Wykaz publikacji Roberta MacArthura (według strony internetowej Uniwersytetu Teksańskiego w Austin):

1955
– Fluctuations of animal populations, and a measure of community stability. Ecology 36: 533–536,
1957
– On the relative abundance of bird species. Proc. Nat. Acad. Sci. USA 43: 293–295,
1958
– North American birds staying on board ship during Atlantic crossing (wsp. P. Klopfer). Brit. Birds 51: 358,
– A note on stationary age distributions in single-species populations and stationary species populations in a community. Ecology 39: 146–147,
– Population ecology of some warblers of northeastern coniferous forests. Ecology 39: 599–619,
1959
– A theoretical ecological model of size distributions among species of animals (wsp. G.E. Hutchinson). Amer. Natur. 93: 117–125,
– On the theoretical significance of aggressive neglect in interspecific competition (wsp. G.E. Hutchinson). Amer. Natur. 93: 133–134,
– On the breeding distribution pattern of North American migrant-birds, Auk 76: 318–325,
1960
– On the relative abundance of species. Amer. Natur. 94: 25–36,
– Niche size and faunal diversity (wsp. P.H. Klopfer). Amer. Natur. 94: 293–300,
– On Dr. Birch's article on population ecology. Amer. Natur. 94: 313,
– On the relation between reproductive value and optimal predation. Proc. Nat. Acad. Sci. U.S. 46: 144–145,
– Review of Cold Spring Harbor Symposium Vol, XXII. Quart. Rev. Biol. 35: 82–83,
– Communities. In Gray's Encyclopedia of Biological Science,
1961
– Population effects of natural selection. Amer. Natur. 95: 195–199,
– On the causes of tropical species diversity: niche overlap (wsp. P.H. Klopfer). Amer. Natur. 95: 223–226,
– On bird species diversity (wsp. J.W. MacArthur). Ecology 42: 594–598,
1962
– On bird species diversity II. Prediction of bird censuses from habitat measurements (wsp. J.W. MacArthur, J. Preer). Amer. Natur. 96: 167–174,
– Some generalized theorems of natural selection. Proc. Nat. Acad. Sci. USA 48: 1893–1897,
1963
– Graphical representation of stability conditions of predator-prey interactions (wsp. M. Rosenzweig). Amer. Natur. 97: 209–223,
– An equilibrium theory of insular zoogeography (wsp. E.O. Wilson). Evolution 17: 373–387,
1964
– Environmental factors affecting bird species diversity. Amer. Natur. 98: 387–397,
– Computer simulation and analysis of simple ecological systems (wsp. D. Garfinkel, R. Sack). Ann. N.Y. Acad. Sci. 115: 943–951,
– A field's capacity to support a butterfly population (wsp. V. G. Dethier). Nature 21: 728–729,
– Competition habitat selection and character displacement in a patchy environment (wsp. R. Levins). Proc. Nat. Acad. Sci. USA 51: 1207–1210,
– Ecology. Pp. 230–233 w: A.L. Thompson ed. New Dictionary of Birds. Nelson,
1965
– Patterns of species diversity. Biol. Reviews 40: 510–533,
– Ecological consequences of natural selection. Pp. 388–397 w: T. H. Waterman, H. J. Morowitz, eds., Theoretical and Mathematical Biology. Blaisdell,
1966
– On the relation between habitat selection and species diversity (wsp. H. Reche, M. Cody). Amer. Natur. 100: 319–332,
– The maintenance of genetic polymorphism in a spatially heterogeneous environment: variations on a theme by Howard Levene (wsp. R. Levins). Amer. Natur. 180: 585–589,
– On optimal use of a patchy environment (wsp. E.R. Pianka). Amer. Natur. 100: 603–609,
– A reformulation of alternative b of the broken stick model of species abundance (wsp. J. Vandermeer). Ecology 47: 139–140,
– Note on Mrs. Pielou's comments. Ecology 47: 1074,
– The Biology of Populations (wsp. J.W. Connell). 200pp. Wiley,
1967
– The limiting similarity, convergence and divergence of coexisting species (wsp. R. Levins). Amer. Natur. 101: 377–385,
– The Theory of Island Biogeography (wsp. E.O. Wilson). 203pp. Princeton,
1968
– Selection for life tables in periodic environments. Amer. Natur. 102: 381–383,
– The theory of the niche. Pp. 159–176 w" R.C. Lewontin, ed., Population Biology and Evolution. Syracuse,
1969
– Patterns of communities in the tropics. Biol. J. Linn. Soc. 1: 19–30,
– The ecologist's telescope. Ecology 50: 353,
– Foliage profile by vertical measurements (wsp. H.S. Horn). Ecology 50: 802–804,
– An hypothesis to explain the incidence of monophagy (wsp. R. Levins). Ecology 50: 910–911,
– Species packing and what interspecific competition minimizes. Proc. Nat. Acad. Sci. USA 64: 1369–1371,
1970
– Graphical analysis of ecological systems. Pp. 61–72 w: Some Mathematical Questions in Biology. Am. Math. Soc.,
– Species packing and competitive equilibrium for many species. Theoret. Population Biol. 1: 1–11,
1971
– Patterns of terrestrial bird communities. Pp. 189–221 w: D. S. Farner i J. R. King, eds., Avian Biology vol. I, Academic,
1972
– Density compensation in island faunas (wsp. J.M. Diamond, J. R. Karr). Ecology 53: 330–342,
– Competition among fugitive species in a harlequin environment (wsp. H.S. Horn). Ecology 53: 749–752,
– Efficiency and preference at a bird feeder (wsp. D. MacArthur). J. Ariz. Acad. Sci. 7: 3–5,
– Niche overlap as a function of environmental variability (wsp. R.M. May). Proc. Nat. Acad. Sci. USA 69: 1109–1113,
– Strong, or weak, interactions? Trans. Conn. Acad. Arts and Sci. 44: 177–188,
– Coexistence of species. Pp. 253–259 in J. Benke, ed., Challenging Biological Problems. Oxford,
– Geographical Ecology. 269pp. Harper and Row,
1973
– The effect of island area on population densities (wsp. J. MacArthur, D. MacArthur, A. MacArthur). Ecology 54: 657–658,
1974
– On the use of mist nets for population studies of birds (wsp. A.T. MacArthur). Proc. Nat. Acad. Sci. USA. 71: 3230–3233.

## Wyróżnienia
W roku 1959  otrzymał Goerge Mercer Award od Ecological Society of America za pracę nt. Population ecology of some warblers of northeastern coniferous forests (Ecology 39:599–619). W roku 1969 został członkiem National Academy of Sciences.
Od roku 1983 ESA przyznaje Robert H. MacArthur Award za merytoryczny wkład w ekologię, w oczekiwaniu dalszych osiągnięć. Nagroda jest przyznawana co dwa lata osobom w środku kariery naukowej

## Życie prywatne
Ożenił się w roku 1952 z Elizabeth Bayles Whittemore, z którą miał czworo dzieci (Duncan, Alan, Elizabeth i Donald). Zmarł 1 listopada 1972 roku w Princeton na raka nerki.